# Derwin Kitchen
Pour les articles homonymes, voir Kitchen.
Derwin Kitchen, né le 14 mai 1986 à Jacksonville en Floride, est un joueur américain de basket-ball.